# Beaucé
Beaucé é uma comuna francesa na região administrativa da Bretanha, no departamento Ille-et-Vilaine. Estende-se por uma área de 8,18 km². Em 2010 a comuna tinha 1 402 habitantes (densidade: 171,4 hab./km²).